# Liliput (modelljärnväg)
Liliput var ett österrikiskt företag, som tillverkade modelljärnvägar i H0-skala. Det ägs numera av Bachmann Industries.
Liliput grundades 1947 som Liliput - R. Cvetkovics und Co. av Walter Bücherl i Wien, och hade då sex anställda. Cvetkovics var svåger till Bücherl. År 1950 ändrades företagsnamnet till Liliput Spielwarenfabrikation Walter Bücherl. Till en början tillverkades endast modelljärnvägar av plåt. Från omkring 1950 producerade företaget modeller av plast och blev snart ett av de ledande företagen i branschen i Österrike. Tidvis var modellerna kompatibla med Märklins system.
Under perioder tillverkades varor under handelsnamnen "ahm" och "con-Cor" för den amerikanska marknaden respektive "Mecanic" för den svenska marknaden (genom Hedbergs Verkstäder i Osby)..
Företaget hamnade i slutet av 1980-talet i ekonomiska problem och övertogs först av bilmodelltillverkaren Herpa, och senare 1992 av den brittiska modelljärnvägstillverkaren Bachmann Europe Plc., ett dotterföretag till amerikanska Bachmann Industries. Tillverkningen förlades därefter i Kina. 

## Refeterenser
- Denna artikel är baserad på artikeln Liliput (Modelleisenbahn) på tyskspråkiga Wikipedia.